# Pseudastylopsis pini
Pseudastylopsis pini är en skalbaggsart som först beskrevs av Schaeffer 1905.  Pseudastylopsis pini ingår i släktet Pseudastylopsis och familjen långhorningar. Inga underarter finns listade i Catalogue of Life.